# Валанс-д’Альбижуа
Вала́нс-д’Альбижуа́ (фр. Valence-d'Albigeois, окс. Valença d'Albigés) — коммуна во Франции, находится в регионе Юг — Пиренеи. Департамент — Тарн. Входит в состав кантона Кармо-1 Ле-Сегала. Округ коммуны — Альби.
Код INSEE коммуны — 81308.

## География

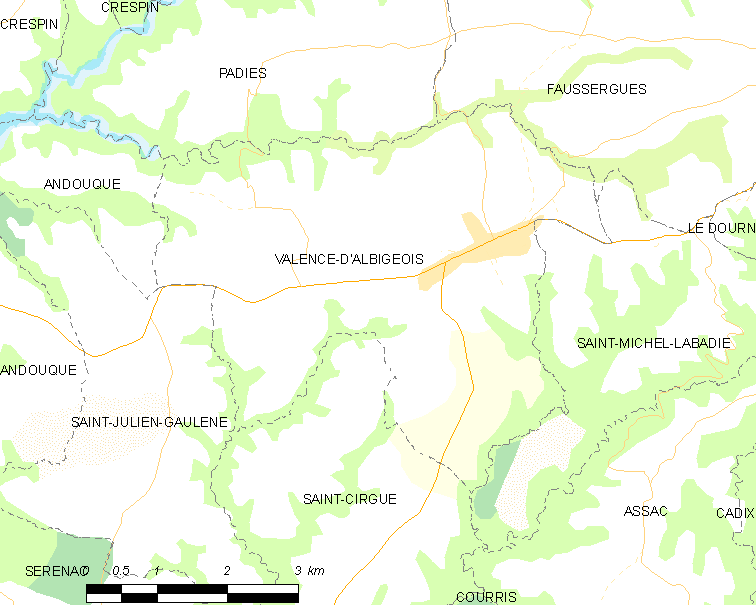
Карта коммуны

Коммуна расположена приблизительно в 540 км к югу от Парижа, в 90 км северо-восточнее Тулузы, в 24 км к северо-востоку от Альби.

## Климат
Климат умеренно-океанический. Зима мягкая и дождливая, лето жаркое с частыми грозами. Ветры довольно редки.

## Население
Население коммуны на 2010 год составляло 1295 человек.
| 1962 | 1968 | 1975 | 1982 | 1990 | 1999 | 2010 |
| ---- | ---- | ---- | ---- | ---- | ---- | ---- |
| 1175 | 1155 | 1042 | 1145 | 1194 | 1147 | 1295 |

## Администрация
| Период | Период | Фамилия       | Партия                              | Примечания |
| ------ | ------ | ------------- | ----------------------------------- | ---------- |
| 1989   | 2001   | Роже Блан     | Союз за народное движение           |            |
| 2001   | 2010   | Пьер Суирис   | Социалистическая партия             |            |
| 2010   | 2020   | Кристин Демье | Французская коммунистическая партия |            |

## Экономика
В 2007 году среди 642 человек в трудоспособном возрасте (15—64 лет) 478 были экономически активными, 164 — неактивными (показатель активности — 74,5 %, в 1999 году было 70,5 %). Из 478 активных работали 446 человек (235 мужчин и 211 женщин), безработных было 32 (12 мужчин и 20 женщин). Среди 164 неактивных 43 человека были учениками или студентами, 57 — пенсионерами, 64 были неактивными по другим причинам.